# Новоівницьке
Новоівницьке — селище в Україні, в Житомирському районі Житомирської області. Населення становить 1627 особи.

## Історія
Початково побудовано як містечко для проживання військовослужбовців військової частини протиповітряної оборони (А2329, А1912), а також для робітників військового заводу по ремонту ракетних комплексів та іншої техніки ППО, що знаходиться неподалік. До офіційного створення селища воно мало назву «Житомир-11». Місцеві назви: «Городок», «Степок», «Військове». У селищі 12 три- та п'ятиповерхових будинків, школа, дитячий садочок, торговельна інфраструктура.
27 грудня 1996 року взято на облік як окреме поселення. З 29 липня 2004 року — центр селищної ради.

## Постаті
- Білошицький Сергій Васильович — старший лейтенант Збройних сил України, учасник російсько-української війни.